# ハインリヒ1世 (ブラウンシュヴァイク公)
ハインリヒ1世（ドイツ語：Heinrich I., ? - 1416年10月14日）は、ブラウンシュヴァイク＝リューネブルク公の1人で、リューネブルク侯（在位：1388年 - 1416年）、ヴォルフェンビュッテル侯（在位：1400年 - 1409年）。寛大公（der Milde）と呼ばれた。リューネブルク侯、ヴォルフェンビュッテル侯マグヌス2世と妃カタリーナ・フォン・アンハルト＝ベルンブルクの間の4男として生まれた。ヴォルフェンビュッテル侯フリードリヒ1世、リューネブルク侯ベルンハルト1世の弟。

## 生涯
リューネブルク継承戦争以降リューネブルクを治めていたザクセン選帝侯ヴェンツェルが1388年に死去し、次兄ベルンハルト1世と共にリューネブルク侯となった。
ローマ王ヴェンツェルの対立王に選出された長兄のヴォルフェンビュッテル侯フリードリヒ1世が1400年に暗殺されると、ハインリヒ1世は次兄ベルンハルト1世と共にヴォルフェンビュッテル侯領を相続し、殺害者達に対する攻撃を開始した。彼は暗殺を仕掛けたと疑われるマインツ大司教の治めるアイクスフェルトの町を荒らしまわった。1405年になって、ようやくブラウンシュヴァイク＝リューネブルクの諸公とマインツ大司教との和解が成立した。
1404年、ハインリヒ1世はリッペ伯ベルンハルトという貴族に誘拐され、身代金を支払って解放された。その後、ハインリヒ1世はローマ王ループレヒトの支援を受けて、リッペ伯に報復をしている。また姉の夫であるシャウエンブルク家のホルシュタイン＝レンズブルク伯兼シュレースヴィヒ公ゲルハルト6世が死に、デンマーク・ノルウェー・スウェーデン摂政マルグレーテ1世がその遺領のシュレースヴィヒを支配下に収めようとした時、ハインリヒ1世は姉や甥達の為にシュレースヴィヒを防衛している。
1409年に次兄ベルンハルト1世と領土を交換、ハインリヒ1世はリューネブルク侯領を単独で領有し、引き換えにヴォルフェンビュッテルはベルンハルト1世が単独で領有した。1416年の死後、リューネブルクは2人の息子ヴィルヘルム1世とハインリヒ2世が相続したが、1428年に再度ベルンハルト1世と領土が交換され、ベルンハルト1世はリューネブルクを、ヴィルヘルム1世とハインリヒ2世はヴォルフェンビュッテルを領有する事になった。

## 子女
1388年、ポンメルン公ヴァルティスラフ6世の娘ゾフィーと最初の結婚をし、間に1男1女をもうけた。
- ヴィルヘルム1世（1392年 - 1482年）
- カタリーナ（1395年 - 1442年） - 1402年、ザクセン選帝侯フリードリヒ1世と結婚。

1409年、ヘッセン方伯ヘルマン2世の娘マルガレーテと再婚し、息子を1人儲けた。
- ハインリヒ2世（1411年 - 1473年）

| 爵位・家督           | 爵位・家督                                                           | 爵位・家督                         |
| -------------------- | -------------------------------------------------------------------- | ---------------------------------- |
| 先代 ヴェンツェル    | リューネブルク侯 1388年 - 1416年 （1409年までベルンハルト1世と共治） | 次代 ヴィルヘルム1世 ハインリヒ2世 |
| 先代 フリードリヒ1世 | ヴォルフェンビュッテル侯 1400年 - 1409年 （ベルンハルト1世と共治）   | 次代 ベルンハルト1世               |